# Katchari
De Katchari  is een rivier in Burkina Faso, die tot het Nigerbekken behoort.

## Eigenschappen
Het is een Sahelrivier, met een verval van 10 meter per kilometer.

## Sedimenttransport
De rivier transporteert jaarlijks 0,385 ton rollend en stuiterend materiaal en 8,56 ton sediment in suspensie naar de Niger.